# Trauerkleidung

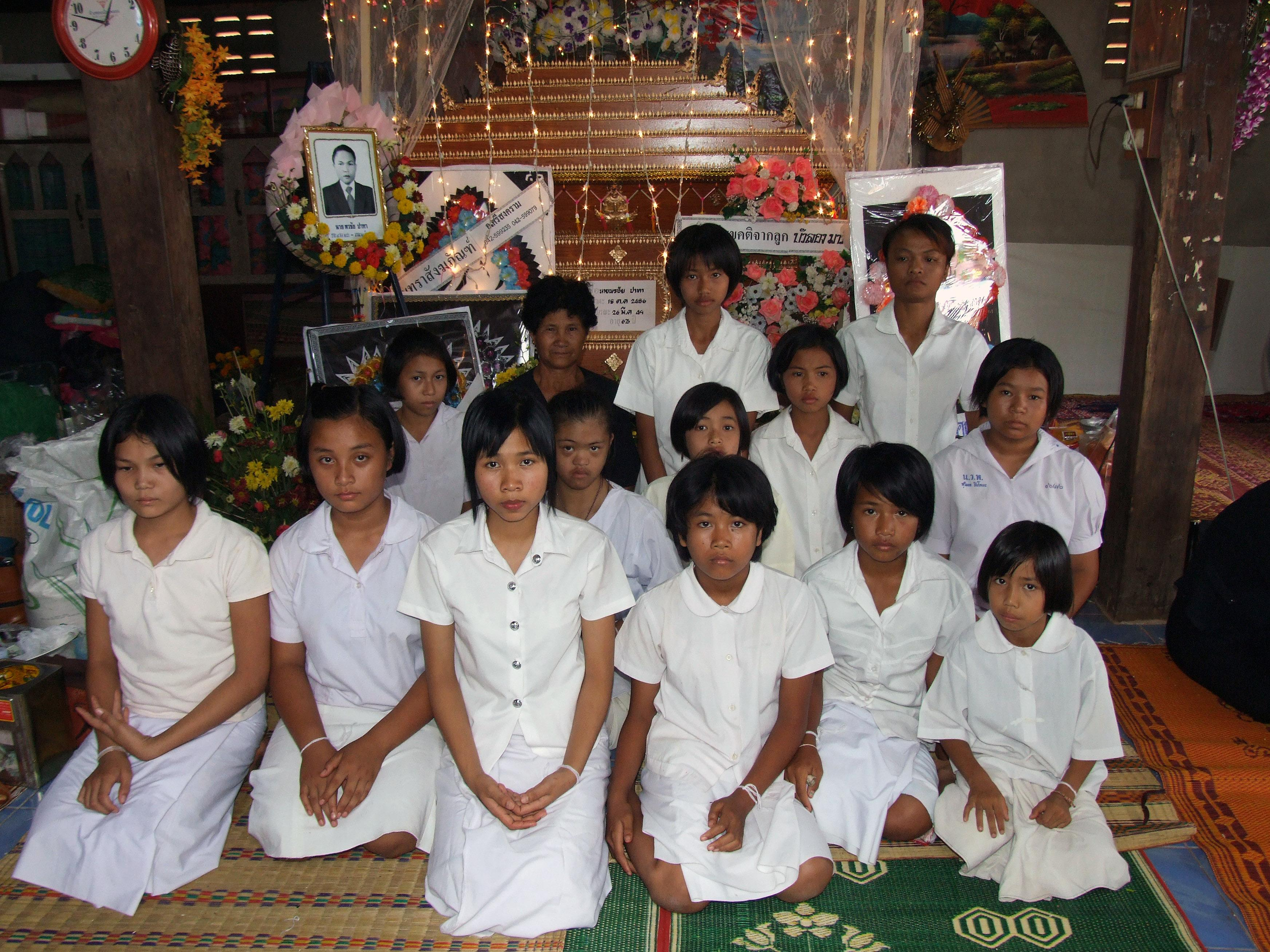
Trauernde in weißer Kleidung (Thailand)

Trauerkleidung ist die traditionelle Bekleidung, die Angehörige nach einem Todesfall in der Familie als Zeichen der Trauer tragen. Auch Teilnehmer einer Bestattungszeremonie tragen in der Regel Trauerkleidung.

## Art und Farbe der Trauerkleidung
Bereits im Altertum war es Sitte, durch besondere Kleidung und deren Farbe Trauer zu signalisieren. Im mitteleuropäischen und nordamerikanischen Kulturkreis wird seit spätestens dem 19. Jahrhundert darauf geachtet, dass die Farbe der Bekleidung schwarz oder zumindest sehr dunkel ist, weil schwarz in der westlichen Welt unter anderem den Tod symbolisiert. In anderen Ländern und zu anderen Zeiten kamen und kommen auch andere Trauerfarben vor, etwa früher in Europa neben Schwarz auch Weiß. Weiß gilt unter anderem in Asien bzw. in buddhistisch geprägten Ländern bis heute als Trauerfarbe. Im alten Ägypten galt die Farbe Gelb als Zeichen der Trauer. Im afrikanischen Raum gibt es zumeist keine typische Trauerkleidung.
Im europäischen dörflichen Bereich wurde bis in die jüngste Zeit und wird manchmal noch heute Trauerbekleidung für ganz bestimmte, konventionell festgesetzte Zeiträume getragen, je nach Verwandtschaftsgrad. Beim Tode des Ehepartners wurde vielfach eine einjährige Trauerzeit als angemessen betrachtet, besonders für Witwen. Im südeuropäischen Bereich, etwa in Süditalien oder Griechenland, wurde bei der Verwitwung traditionellerweise bis zum Lebensende Schwarz getragen. Beispielsweise trug die britische Königin Viktoria nach dem Tod ihres Ehemannes bis zu ihrem Lebensende auf eigenen Wunsch 40 Jahre lang nur noch schwarze Kleidung, um der Außenwelt die tiefe Trauer um den Verstorbenen zu signalisieren. Kopfbedeckung, Schleier und Handschuhe sind traditionelle Bestandteile europäischer Trauerbekleidung für Frauen.

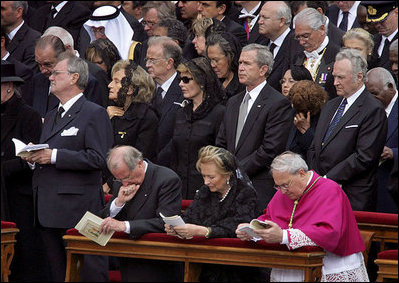
Trauergäste in Trauerkleidung beim Requiem für Papst Johannes Paul II.

Bei traditionellen Volkstrachten unterscheidet man verschiedene Formen der Trauerkleidung:
- Volltrauerkleidung (komplett schwarz, bis sechs Wochen nach dem Versterben)
- Halbtrauerkleidung (schwarz mit weißen Accessoires, bis zum ersten Jahrestag des Versterbens)
- Abtrauerkleidung (schwarz mit weißen Accessoires, ab dem ersten Jahrestag des Versterbens)

In der hessischen Schwalm gingen beispielsweise alle Dorfbewohner einschließlich der Kinder beim ersten kriegsbedingten Todesfall in der Gemeinde zur Trauerkleidung über. Diese so genannte Landestrauer wurde zum Teil noch während des Zweiten Weltkrieges gehandhabt. Aber auch außerhalb der traditionellen Volkstrachten, bei bürgerlicher Kleidung in der Stadt, wurde das Tragen von Trauerkleidung in der oben genannten Form, d. h. je nach verstrichenem Zeitraum abnehmend, noch in den 1950er Jahren empfohlen, galt aber bereits als nicht mehr allgemein üblich.
Als weiteres Zeichen der Trauer wird – etwa zu Uniformen – häufig eine schwarze Armbinde als sogenannter Trauerflor getragen.
Grundsätzlich ist das Tragen von Trauerkleidung in Deutschland heute weniger üblich als in der Vergangenheit. Oftmals wird nur noch zu offiziellen Anlässen, etwa bei der Beerdigung oder einer sonstigen Gedenkveranstaltung, schwarze Kleidung getragen, während dies früher auch im Alltag praktiziert wurde und ein zu früher Übergang zu normaler Kleidung als ungehörig betrachtet wurde.